# 冯永生
冯永生（1942年7月—），山东寿光人，中国人民解放军空军中将。

## 生平
1942年7月出生。1961年高中毕业保送进入军校，在空军雷达兵第二十七团某雷达站下放当兵三年。1964年6月加入中国共产党。1964年10月正式进入雷达学校（中国人民解放军空军预警学院的前身）第七期雷达技师班学习。
1967年10月毕业后，被分配到新疆空军雷达兵某团政治处任干事。1968年8月到1969年9月，到该团地处海拔5500米的第四雷达站（即“昆仑山上好四站”）任副指导员。1969年9月，调入空军某军（后改为空军某指挥所）政治部工作，历任宣传处干事、副处长、处长，其间到中国人民解放军空军第八航空学校三团任政治委员一年。1983年5月，任空军某指挥所政治部主任。1990年6月，任中国人民解放军空军政治部副主任。1996年1月，任中国人民解放军济南军区空军政治委员。2001年，任中国人民解放军成都军区空军政治委员。
2002年1月起，任中国人民解放军军事科学院副政治委员兼纪律检查委员会书记。他是中共十五大代表。2008年当选第十一届全国政协委员，代表特别邀请人士，分入第五十六组。
1988年授空军大校军衔。1990年7月晋升为空军少将军衔。1998年7月晋升为空军中将军衔。